# St. Georg (Puppling)

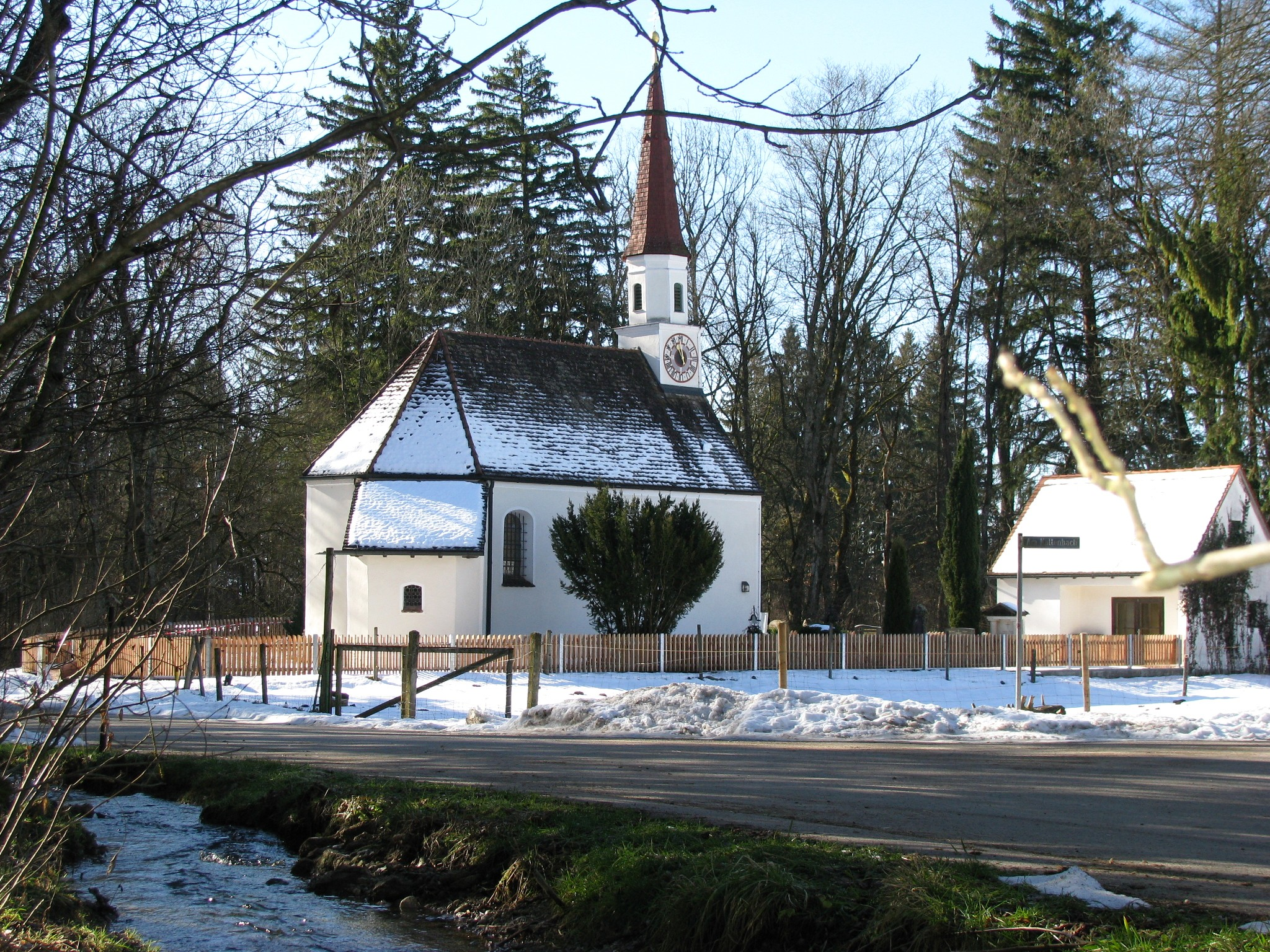
Kirche St. Georg in Puppling

Die Filialkirche St. Georg ist ein kleines römisch-katholisches Kirchengebäude im Eglinger Gemeindeteil Puppling in Oberbayern, das dem hl. Georg geweiht ist.

## Lage
Die Kirche liegt auf freiem Feld am Rande der Pupplinger Au an der ehemaligen Straße von Wolfratshausen nach Ascholding. Sie ist von einem Friedhof mit einer Bretterzauneinfassung umgeben. In der Nordwestecke des Friedhofes steht das 1965 erbaute Leichenhaus.

## Geschichte
Erwähnung fand der Ort bereits im frühen Mittelalter, als Priester Reginpald von Puppininga sich und seine Eigenkirche in Puppling der Domkirche zu Freising übergab. 1315 war Puppling Filiale von Deining.
Laut der Jahreszahl außen am Chor wurde das Gotteshaus 1690 erbaut. Das im Kern spätgotische Gebäude erfuhr im 18. Jahrhundert eine Umgestaltung im Stil des Barock und wurde zuletzt 1984 bis 1986 restauriert. Dabei wurden auch ornamentale Ausmalungen des mittleren 18. Jahrhunderts freigelegt und ergänzt.

## Beschreibung

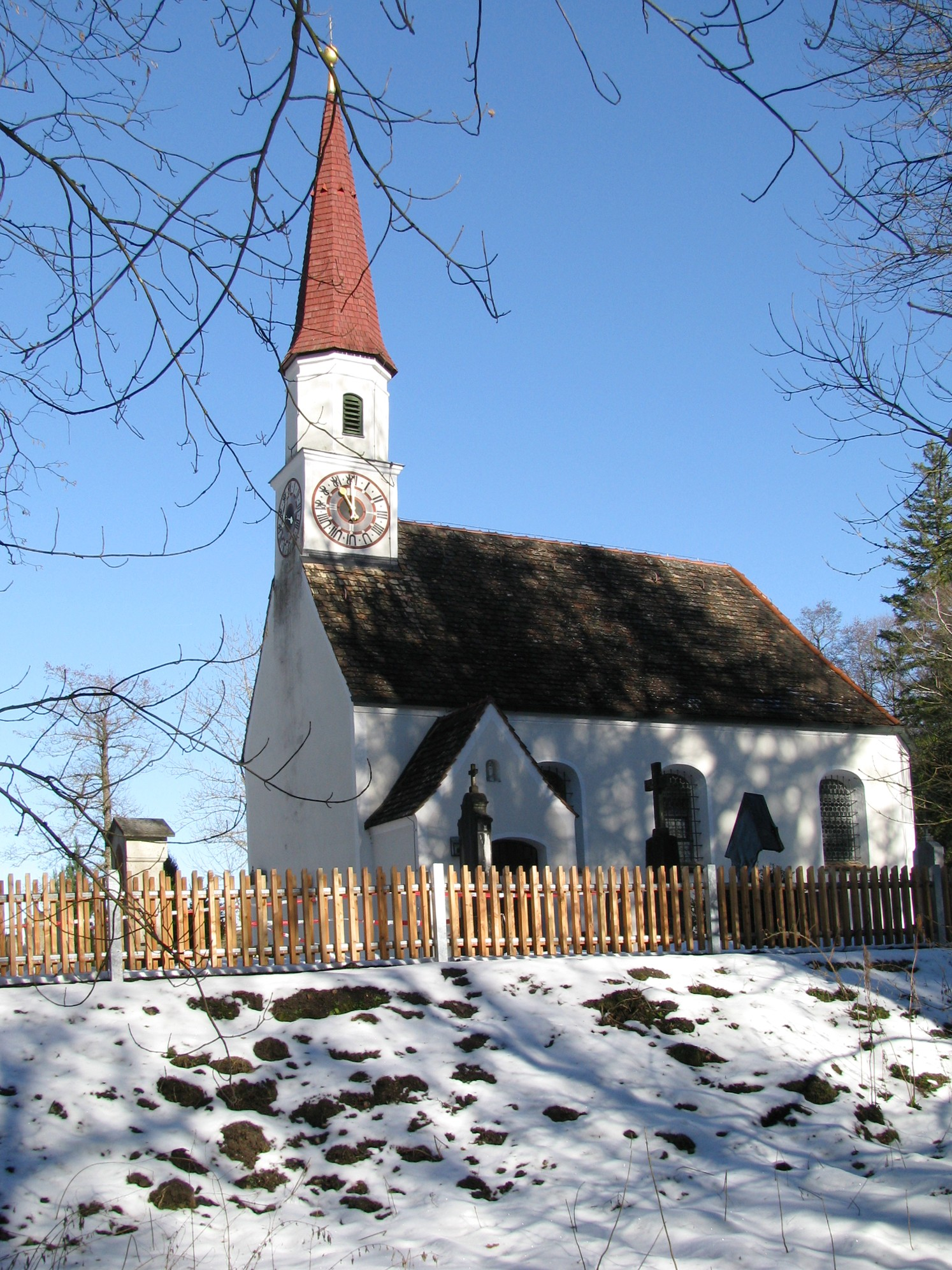
Ansicht von Süden

St. Georg ist ein einfacher Rechteckbau mit dreiseitigem Chorschluss. Beidseitig befinden sich je drei Rundbogenfenster. Das Dach mit einem First wurde mit alten Bibern neu gedeckt. Über der Westgiebelwand sitzt ein Dachreiter wohl aus dem 19. Jahrhundert mit quadratischem Unterbau, achteckiger Glockenstube und aufgesetzter, geschindelter Spitzhaube. Im Turm hängen zwei Glocken. Die Sakristei ist an die Nordostschräge des Chores angebaut. Sie ist an den äußeren Ecken abgeschrägt und stößt mit einem Pultdach an die Chorschräge. Der mit einem Vorhaus erweiterte Eingang der Kirche liegt auf der Südseite des Langhauses. Im Vorhaus mit Satteldach liegt ein alter Ziegelplattenboden. Im Vorhaus befindet sich in der Westwand eine Segmentbogennische, in einem Korbbogenportal mit eingefügter, zweifeldriger Rahmentüre ist im oberen Feld der heilige Georg auf einem Pferd sitzend, den Drachen tötend aufgemalt, während unten ein Sternmuster zu sehen ist. An der Tür befindet sich ein spätgotischer Zuggriff und ein qualitätvolles kleines Schlüsselblech.
Der Hochaltar aus der Zeit um 1700 ist mit noch älteren Figuren aus dem frühen 16. Jahrhundert der Gottesmutter Maria und den Heiligen Sebastian und Ursula ausgestattet.